# Садись рядом, Мишка!
«Садись рядом, Мишка!» — советский цветной широкоэкранный фильм-драма режиссёра-постановщика Якова Базеляна, рассказывающий о жизни детей в блокадном Ленинграде. Кинокартина снята по автобиографической повести «Вот как это было», написанной Юрием Германом, отцом одного из сценаристов       — Алексея Германа. 
В музыкальном оформлении киноленты принимал участие Государственный симфонический оркестр кинематографии СССР с дирижёром В. Васильевым.

## Сюжет
Фильм рассказывает o жизни ленинградского школьника Мишки Афанасьева. Весной 1941 года Ленинград встречает Первомай, но Мишке не повезло: он заболел скарлатиной и попал в больницу. Находясь в больнице, он узнаёт, что  на Советский Союз напали войска нацистской Германии и началась Великая Отечественная война.
В один из дней немецкая авиабомба попадает в больничное здание, где лежит Мишка. Он получает ранение, и его перевозят в военный госпиталь на лечение. Пока он лечился, Ленинград сильно преобразился, и на эти перемены Мишка сразу обращает внимание после выписки.
Из-за войны Мишкин отец — по профессии пожарный — практически не появляется дома. Он вынужден проводить всё время на работе из-за постоянных пожаров в городе. Поэтому Мишке сначала приходится налаживать свой быт одному, затем к нему переселяются его друзья Леночка и Геня из семьи актёра Лошадкина.   
В их подъезд попала бомба, и квартира ребят оказалась разбита. Отец Лошадкиных на фронте, а мама постоянно находится в госпитале, она врач. Ребятишки выступают перед ранеными в госпиталях, Мишка присоединяется к ним. Но выживать детям становится всё труднее из-за голода и холода.  
Продовольственный паёк со временем уменьшается, и в один момент Геня и Лена не могут встать, у них больше нет сил бороться за жизнь. Тогда перепуганный Мишка на костылях в пургу и лютый мороз отправляется к отцу в пожарную часть, и тот приходит на помощь к измученным детям, забирает их к себе на работу. Там они и прожили всю блокаду.

## В ролях
| Актёр                  | Роль                      |
| ---------------------- | ------------------------- |
| Евгений Черницын       | Миша Афанасьев            |
| Георгий Носков         | Геня Лошадкин             |
| Оксана Бочкова         | Леночка Лошадкина         |
| Стасик Селиванов       | Бобка Иванов              |
| Наталья Рычагова       | мама Миши                 |
| Борис Морозов          | папа Миши                 |
| Анастасия Вознесенская | мама Гени и Леночки       |
| Андрей Мягков          | папа Гени и Леночки       |
| Раднэр Муратов         | дворник Мустафа Иванович  |
| Валерий Рыжаков        | лётчик Алексей Павлович   |
| Александр Михайлушкин  | милиционер Иван Фёдорович |